# Комсар
Комсар — город и субпрефектура в префектуре Боке, провинция Боке, Гвинея. Население — 61 526 чел. (по переписи 1996 года).
Комсар является крупнейшим морским портом Гвинеи. Через него осуществляется вывоз различных полезных ископаемых, в первую очередь, бокситов, идущих на производство алюминия. Также в городе есть аэропорт.
Уроженцами города Комсар являются футболисты Исмаэль Бангура, Гастон Камара, Секу Амаду Камара, Дауда Питерс, Мамади Сангаре и Ибрагим Яттара.